# The Girl on the Bus
The Girl on the Bus, titulado La niña del autobús en Hispanoamérica y La niña del bus en España, es el duodécimo episodio de la trigésima temporada de la serie animada Los Simpson, y el episodio 651 de la serie en general. Se emitió en Estados Unidos en Fox el 13 de enero de 2019.

## Argumento
Las noticias del Canal 6 se abren con la historia de la fundación y el desarrollo de Springfield, que lleva al autobús escolar en donde Lisa y Bart van a la escuela todos los días. En el autobús, Lisa desearía tener una amiga cercana, luego se da cuenta de que una chica sentada en su porche delantero toca el clarinete. Al día siguiente, Lisa le pide a Otto Mann que detenga el autobús y él la deja. Ella encuentra la casa de la niña llorando y la nota a través de una ventana. Lisa se presenta a la niña, cuyo nombre es Sam, y descubre que tienen mucho en común.
Los padres de Sam invitan a Lisa a cenar y luego le preguntan sobre su familia. Al querer no revelar a su vergonzosa familia, Lisa miente sobre ellos, diciendo que Homer es un escultor, Marge es una química, Maggie es profesora y Bart no existe. Los padres de Sam quieren conocer a los padres de Lisa, pero luego revelan que se están mudando. Cuando el padre de Sam deja a Lisa, ella le dice a Ned Flanders que finja que él es su padre. Finalmente, la familia de Sam anuncia que no se están moviendo, por lo que Lisa luego miente que sus padres van a Lituania, no queriendo que sus mentiras sean expuestas. Luego comienza una doble vida corta con la familia de Sam y la suya. Después de un rato Marge la atrapa. Marge obliga a Lisa a invitar a la familia de Sam a cenar y le dice a Homer que esté en su mejor comportamiento.
En la mesa de la cena, Homer usa las líneas que Marge le dio para hablar, pero luego, cuando el padre de Sam le pregunta a Homer sobre su vida, Lisa finalmente admite que mintió sobre su familia. Sorprendentemente, la familia de Sam no está molesta porque mintieron sobre sí mismos para impresionar a Lisa también (aunque sobre cosas menores). Bart luego invita a todos a pasar el rato en su habitación redecorada, en la que él trabajó en secreto mientras todos se enfocaban en Lisa.
Con el tiempo, la habitación de Bart se convierte en un éxito y él invita a todos a su habitación para que la usen como un lugar para pasar el rato, excepto sus propios padres. El portero designado de Bart, Nelson Muntz, deja entrar a Marge.

## Recepción
Dennis Perkins de The A.V. Club le dio al episodio una clasificación D+, afirmando que "Lisa es un personaje difícil de escribir. No porque su inteligencia la haga mejor que todos los demás, sino porque su conciencia de los absurdos de su mundo no puede protegerla de ser, irrevocablemente, parte de eso". Entonces, nuevamente, se nota el grado de dificultad cómica. Pero estos son los Simpsons. Y di lo que quieras sobre los buenos viejos tiempos, pero cuando hay un legado de escribir grandes historias de Lisa y te echas a uno tan mal, el fracaso es mucho más deslumbrante".
Tony Sokol de Den of Geek le dio al episodio 3.5 de 5 puntos de clasificación, diciendo que "'The Girl on the Bus' se ve atrapada en el cruce del tráfico al final. Aunque siempre sabemos que la familia va a resolver las cosas, últimamente las cosas han estado entrenando demasiado bien para los Simpson. La comodidad de la animación suave ahora presenta finales más cómodos. No hay un giro adicional para el amoroso derramamiento. Es un episodio de sentirse bien que debería haberse sentido un poco mal. Lisa aprende lo emocionante que es es engañar a todas las personas que ama, pero ella no puede mantener su entusiasmo".